# Manno TI
| TI ist das Kürzel für den Kanton Tessin in der Schweiz. Es wird verwendet, um Verwechslungen mit anderen Einträgen des Namens Manno zu vermeiden. |

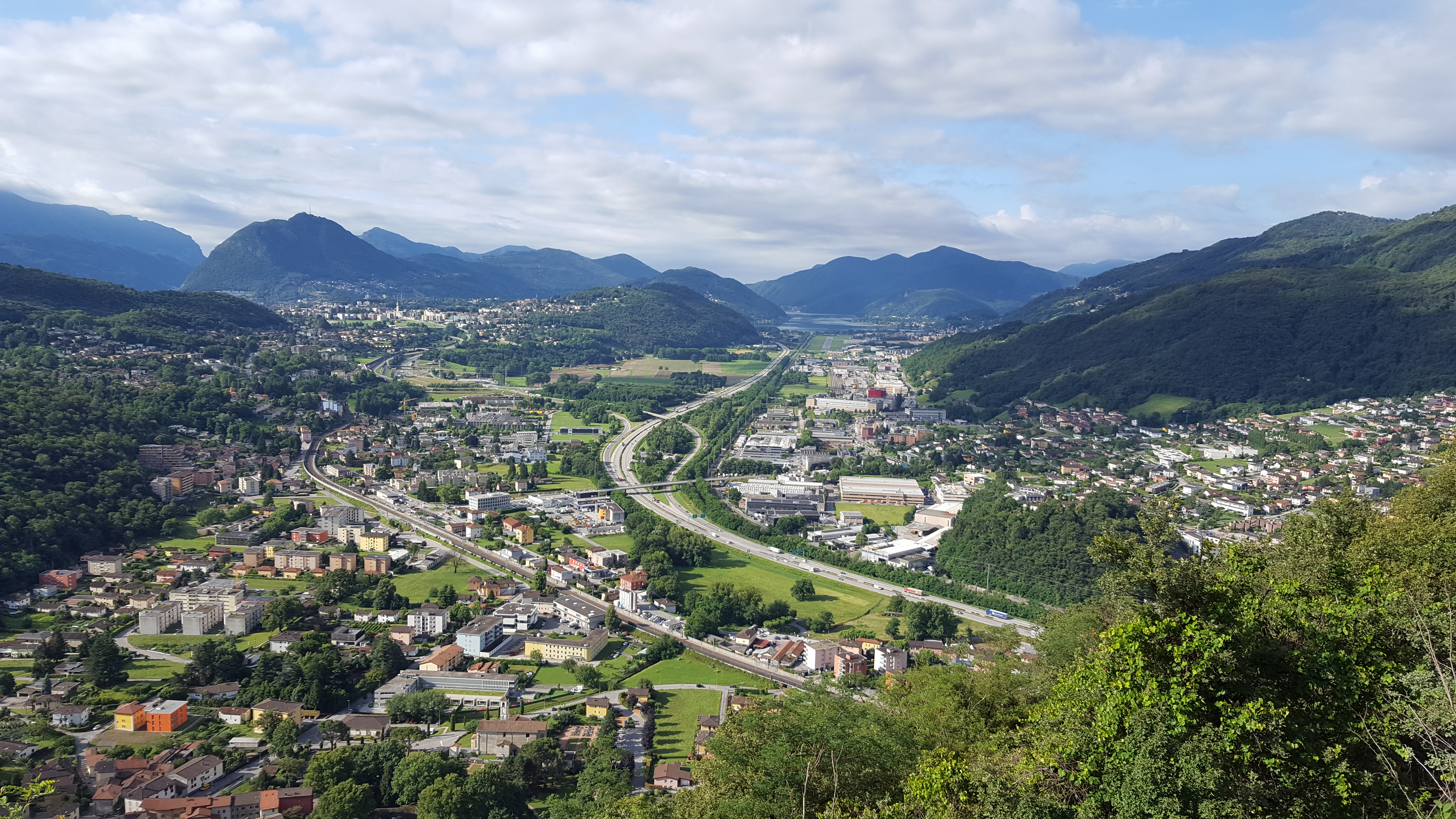
Manno und Umgebung vom Hügel San Zeno aus gesehen

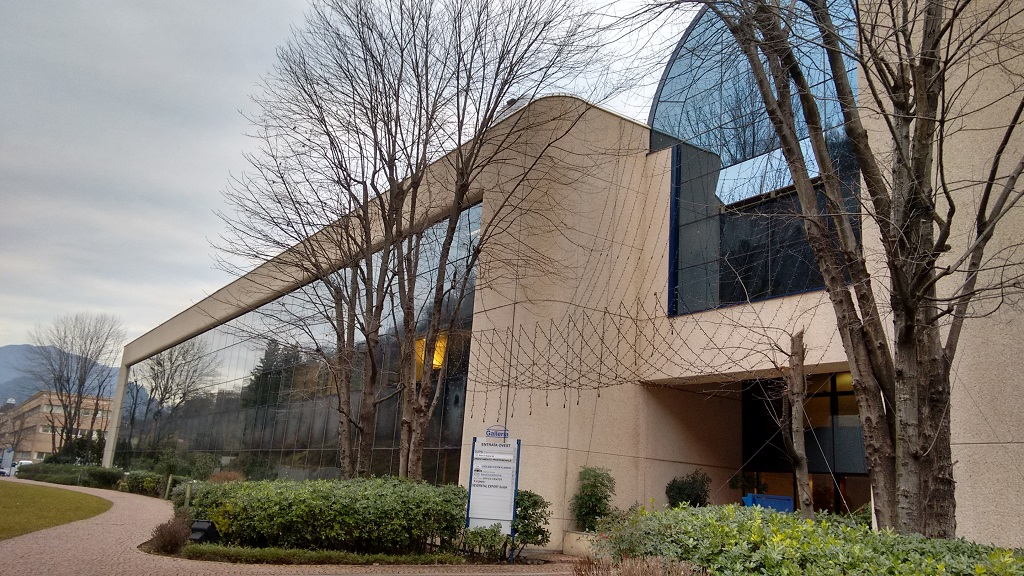
Marconi Technologies in Manno

Manno ist eine politische Gemeinde im Kreis Taverne, im Bezirk Lugano des Kantons Tessin in der Schweiz.

## Geographie
Das Dorf liegt auf 342 m ü. M. am rechten Ufer des Flusses Vedeggio. Manno ist bedingt durch seinen Standort an der Autobahn A2 in den letzten Jahrzehnten zu einem Dienstleistungsvorort der Stadt Lugano geworden.
Die Nachbargemeinden sind im Norden Alto Malcantone und Gravesano, im Osten Lamone, Cadempino und Vezia, im Süden und Westen Bioggio.

## Geschichte
Eine erste Erwähnung findet das Dorf im Jahre 1184 unter dem damaligen Namen Manno. Der Bischof von Como hatte 1298 hier manche Besitzungen. Manno war von 1991 bis 2012 der Standort des ETH-Rechenzentrums und ist einer der Sitze der Fachhochschule der italienischen Schweiz.

## Bevölkerung
Einwohnerzahlen: Volkszählungsdaten

## Kultur und Sehenswürdigkeiten
Das Jazzlabel Altrisuoni ist in Manno angesiedelt.
- Oratorium San Rocco[7]
- Wohnhaus Fraschina-Porta[7]
- Gemeindehaus Manno[8]
- Wohnhaus, Architekt: Mario Botta[7]
- Centro amministrativo UBS Suglio mit Mauergemälde von Sol LeWitt.[7]

## Bildung
- Scuola Universitaria Professionale della Svizzera Italiana (SUPSI)[9][10] und die Scuola superiore di teatro di movimento.
- Agenzia per l’innovazione del Canton Ticino (AGIRE)[11]

## Finanz, Industrie
- UBS Verwaltungszentrum Manno-Suglio[12][13] (inklusive neues Kompetenzzentrum für künstliche Intelligenz, Analytik und Innovation)[14]
- Edizioni Musicali e Discografiche[15]
- Marconi Technologies[16]

## Persönlichkeiten
- Familie Porta[17]
  - Antonio Porta (* 1612 in Manno; † um 1670 in Böhmen), Architekt, arbeitete in Prag und Raudnitz; Hofarchitekt des Herzogs von Sagan Stanislas von Lobkowitz, stiftete sein Vermögen für fromme Werke sowie für junge Leute von Manno, die in Rom Kunststudien machen wollten[17]
  - Antonio Porta (Architekt) (* um 1631–1702, begraben als „Italus artifex“), Baumeister, Architekt und Bauunternehmer
  - Provino Porta (* um 1635 in Manno; † 1694 in Piacenza), Stuckkünstler und Bildhauer, arbeitete besonders in Piacenza, wo zahlreiche Werke von ihm zu sehen sind, so die bronzenen Pferde der Monumente Alessandro und Ranuccio II. Farnese und Stuckstatuen in der Pfarrkirche von Castel San Giovanni[18][17]
  - Bernardino Porta (* 1660 in Manno; † gegen 1730 ebenda), zeichnete sich als Maler aus[17]
  - Francesco Antonio Porta (* 1691 in Manno; † 1767 ebenda), Sohn des Bernardino, Maler, Architekt und Bildhauer[17]
  - Antonio Porta (* 1733 in Manno; † 1764 ebenda), Sohn des Francesco Antonio, Stuckkünstler, arbeitete in Bergamo, Cesena und Bologna[17]
  - Bernardo Porta (* 1760 in Manno; † um 1810 in Holland), Sohn des Antonio, Stuckkünstler in Holland[17]
  - Antonio Porta (* 1787 in Manno; † 1869 ebenda), Neffe des Bernardo, Politiker, Tessiner Grossrat 1839[17]
  - Francesco Porta (* 1822 in Manno; † 1855 in Rio de Janeiro), Ingenieur und Artillerieoffizier, arbeitete an den ersten Eisenbahnbauten in Brasilien[17]

- Provino Rusca (* um 1665 in Manno; † 1712 ebenda), Stuckkünstler, arbeitete an mehreren Palästen und Kirchen in Piacenza mit[19]
- Giorgio Conti (* 1941 in Lugano), Sekundarlehrer, Vizedirektor der Mittelschulen von Lugano und dann von Viganello, Genealoge, Autor[20]